# Pilar Montenegro
Pour les articles homonymes, voir Monténégro (homonymie).
María del Pilar Montenegro López (née le 31 mai 1972 à Mexico) est une actrice et chanteuse mexicaine.

## Biographie
Quand Montenegro a 10 ans, elle a décroché son premier rôle d'actrice dans la série télévisée Juguemos A Cantar. En 1988, elle rejoint le groupe Fresas con Crema avec Andrea Legarreta, toutes deux remplaçant Claudia Fernández ; plus tard la même année, elle quitte ce groupe pour rejoindre Garibaldi.
En 1994, elle fait ses débuts en tant qu'actrice dans la telenovela Volver a empezar, jouant Jessica, une jeune femme antipathique. En 1996, elle quitte Garibaldi pour poursuivre une carrière solo en sortant son premier album Son del Corazón. Elle se fait connaître avec le deuxième en 1997, De amarte.
En 2001, Montenegro revient sur la scène musicale grâce à son ancien mari et producteur de musique exécutif Jorge Reynoso, après 6 mois d'enregistrement avec la production musicale de Rudy Perez, ils sortent son deuxième album Desahogo. La reprise de Quitame Ese Hombre de Yolandita Monge est onze semaines consécutives numéro un du Hot Latin Tracks du Billboard. Pour cet album, elle remporte quatre Latin Billboard Awards.
En 2004, elle interprète le générique d'entrée de la telenovela Prisionera, produite par Telemundo.
En octobre 2013, au Mexique, elle fait sa dernière apparition publique dans la pièce de théâtre El comitenorio, elle abandonne à la fois sa vie artistique et les interviews et tout type d'exposition publique.
En 2014, elle affirme se consacrer à sa famille. En juin 2018, lors d'une interview concernant la reformation du groupe Garibaldi, ses anciens collègues démentent les rumeurs d'un alcoolisme ou d'une maladie héréditaire terminale qui l'aurait mise dans un fauteuil roulant, mais ils confirment que la raison de sa retraite est bien l'ataxie de la sclérose en plaques.

## Discographie
- 1996 : Son del corazón
- 2002 : Desahogo
- 2004 : Pilar
- 2005 : EuroReggaeton
- 2006 : South Beach
- 2010 : Siempre tuya

## Filmographie
Telenovelas
- Volver a empezar (1994-1995) : Jessica
- Marisol (1996) : Zulema Chávez
- Gotita de amor (1998) : Arcelia Olmos
- Te amaré en silencio (2002) : Paola
- Soy tu dueña (2010) : Arcelia Olivares
- Qué bonito amor (2013) : Wanda

Cinéma
- 1993 : Donde queda la bolita : Pilar

## Source de la traduction
- (en) Cet article est partiellement ou en totalité issu de l’article de Wikipédia en anglais intitulé « Pilar Montenegro » (voir la liste des auteurs).